# Derechos de los animales y subculturas punk
Los derechos de los animales están estrechamente asociados a dos subculturas del movimiento punk: el anarcopunk y el straight edge. Esta asociación se remonta a los años 1980 y se ha manifestado en aspectos que abarcan letras de canciones, conciertos benéficos para organizaciones animalistas, hasta acciones militantes de activistas influidos por la música punk. Entre estos últimos destacan Rod Coronado y Peter Daniel Young, miembros de SHAC, entre otros. Esta causa se extendió a varios subgéneros del punk rock y hardcore, como el crust punk, metalcore y  grindcore, en algún momento volviéndose un atributo característico de la subcultura punk.
La inculcación de algunos conceptos y prácticas relacionadas con los derechos de los animales en la consciencia colectiva ha sido sustancialmente iniciada e influida por el movimiento punk. Esta asociación continúa en el siglo XXI, como lo demuestra la prominencia de eventos punk veganos internacionales como Ieperfest en Bélgica, Fluff Fest en República Checa y Verdurada en Brasil.

## Visión general y análisis

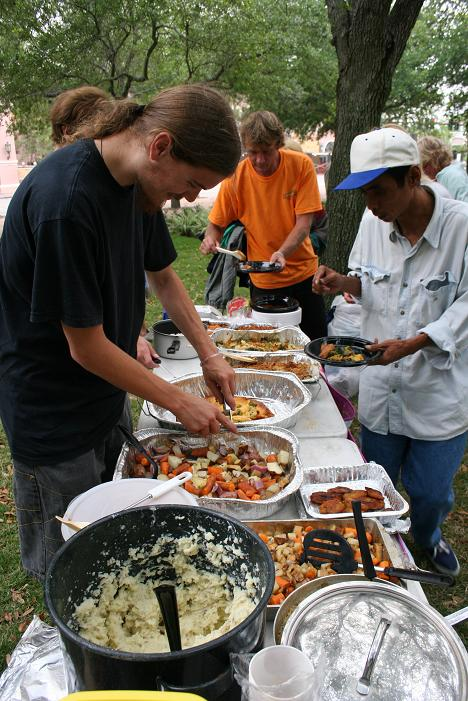
Voluntario de Food Not Bombs en 2007

La relación entre el punk y los derechos de los animales está presente en la parafernalia y letras de estas bandas, el contenido de zines, conciertos y álbumes benéficos para causas animalistas, y la convergencia entre el punk y el veganismo en cafeterías, centros sociales, ramas de Food not Bombs, organizaciones como Animal Defense League y ABC No Rio (América del Norte) y grupos de sabotaje de la caza (Reino Unido). El veganismo se ha vuelto la norma social en algunas comunidades anarcopunk (corriente del punk rock que promueve el anarquismo) y straight edge  (subcultura del hardcore punk basada en la abstinencia del alcohol, cigarrillos y otras drogas recreativas). Por su parte, los devotos de la tradición Hare Krishna, presentes en la corriente krishnacore, tienen como obligación ser vegetarianos.
Un estudio de 2014 señala que los punks veganos tienen más probabilidades de permanecer políticamente activos a través de sus dietas y estilos de vida que quienes no pertenecen a esta subcultura. La mayoría de los encarcelados por activismo animalista ilícito a finales de los años 1990 y principios de los 2000 estaban involucrados en la música hardcore punk. En la angloesfera, aunque las mujeres probablemente son la demografía más grande en la defensa por los derechos de los animales y el ecologismo, hombres jóvenes y blancos constituyen la mayoría en la criminalidad ecológica y por los derechos de los animales y el ambiente "hípermasculino" de la escena vegan straight edge, coincidiendo con el éxito propagandista de organizaciones como el Frente de Liberación de la Tierra. A pesar de estas correlaciones, los sociólogos Will Boisseau y Jim Donaghey señalan que no todos los punks son veganos o siquiera están interesados en los derechos de los animales, mientras que el sociólogo Ross Haenfler afirma que los straight edge tolerantes siempre han superado numéricamente a sus contrapartes militantes, los que, no obstante, "eclipsaron gran parte de la escena" por sus acciones violentas.

### Política y religión
La investigadora Kirsty Lohman señala que la preocupación por el bienestar animal del punk se sitúa en una política más amplia de conciencia medioambiental y en contra del consumismo inconsciente, sugiriendo una especie de continuidad con contraculturas anteriores como los hippies y el vanguardismo. Una de las principales características del punk es su naturaleza antiautoritaria que incluye una creencia en la libertad, concepto que rápidamente se extendió a la compasión por los animales. Conforme a esto, el autor Craig O'Hara afirmó que "los punks con mentalidad política han visto el tratamiento humano hacia los animales como otra de las tantas formas de opresión que existen". Además, debido a la considerable afiliación entre comer carne y masculinidad, muchos punks consideran sus estilos de vida vegetarianos como, al menos en parte, una práctica feminista. Por estas razones, Boisseau y Donaghey sugieren que la relación entre la cultura punk con los derechos de los animales y el veganismo es mejor entendida en el marco del anarquismo e interseccionalidad.
A diferencia del anarcopunk, el straight edge no es inherentemente político. Para muchos straight edge, según Haenfler, "lo personal es lo político", decidiendo encarnar sus valores en sus vidas diarias (por ejemplo, al adoptar dietas vegetarianas) en vez de involucrarse en protestas políticas tradicionales. También ha habido interpretaciones de izquierda, conservativas, radicales, anarquistas y religiosas del straight edge. Algunas personas straight edge se han vuelto Hare Krishnas porque este último proporciona un cuadro trascendental y filosófico en el cual situar los compromisos de no usar drogas, vegetarianismo y abjuración del sexo ilícito. Francis Stewart, de la Universidad de Stirling, indica que aún existe una influencia anarquista en el hardcore punk y straight edge, aunque esta fuera sutil, especialmente en relación con el veganismo y la liberación animal, y en la posición de estos en patrones de opresión más grandes. En 2017, Stewart observó que el straight edge ha tenido una creciente hibridación con el anarquismo.
Algunos círculos y autores políticos radicales, especialmente anarquistas, han criticado algunas ramas del straight edge, particularmente su forma estadounidense de los años 1990, por su "militancia pretenciosa", "enfoque reduccionista en cuestiones animalistas y ecologistas" y una inclinación religiosa "que, en sus peores momentos, recuerda a doctrinas cristianas reaccionarias", de acuerdo al escritor Gabriel Kuhn. De igual forma, otros autores, como el teórico musical Jonathan Pieslak, así como activistas straight edge argumentan que los planes sociopolíticos de izquierda o polícamente correctos son nocivos para el movimiento porque la cantidad de partidarios es en realidad reducida al extender sus causas ya que no todos están de acuerdo en todas ellas. En su lugar, ellos proponen el biocentrismo inicial que permitía perspectivas muy divergentes en la medida en que los animales y la Tierra fueran su prioridad.
A pesar de sus diferencias, el sociólogo Erik Hannerz señala que el anarcopunk y straight edge no solo coinciden en los derechos de los animales, sino que también enfatizan una ética de "hazlo tú mismo" (proveniente del inglés do it yourself o DIY) y restan importancia a un estilo ostentoso en favor a llamar a la acción, conectando sus estilos de vida a la acción política. Por su parte, Boisseau y Donaghey indican que mucha gente expuesta a los derechos de los animales continúa su activismo después de terminar su participación en las escenas punk, demostrando el rol politizante de estas subculturas.

### Influencia en los participantes
La politización y radicalización a través del punk típicamente envuelve la concientización sobre la liberación animal a través de letras de canciones y álbumes que incluyen información e imágenes sobre crueldad animal. Las zines también interpretaron un papel fundamental al discutir los derechos de los animales, la industria alimentaria y los efectos a la salud y al medioambiente de distintas dietas, a menudo recurriendo a autores académicos. Para muchos oyentes, las escenas del punk rock fueron su primer encuentro con los "horrores" de los Mataderos y laboratorios, como lo observaron la académica de religión comparada Sarah M. Pike y el vocalista Markus Meißner, especialmente "antes de que el Internet hiciera disponibles los documentales para todos". Respecto a los activistas vegan straight edge, Pieslak afirma que el "movimiento tuvo un impacto vehemente en los oyentes, con la música interpretando un rol transformativo". Pike dijo que produjo una "revolución interna" en activistas a través de "la intensidad de la música hardcore y sus [ilustrativas] letras"; la música los afectaba al mismo tiempo que documentales que reportaban la crudeza de la caza de focas o granjas de peletería; o simplemente las experiencias auditivas "reafirmaban a un nivel visceral" los deseos de liberación animal de los activistas.

### Recepción del movimiento de liberación animal
La recepción del activismo punk ha sido variada a través del movimiento más amplio por los derechos de los animales, lo cual refleja la diversidad ideológica y táctica existente en ambos lados. La socióloga y animalista Donna Maurer ejemplificó positivamente al vegan straight edge como un movimiento que incluye el veganismo ético como parte de su identidad colectiva, por lo tanto fomentando la causa, pero advirtió que los adolescentes que la adoptan solo para ser parte del grupo pueden contribuir al problema del polizón. Estrategias como incendios y daño a la propiedad han sido tradicionalmente atribuidas a la juventud y afiliación subcultural del punk de los activistas del Frente de Liberación Animal (F.L.A.) y agrupaciones similares. Los activistas más reconocidos suelen condenar estas tácticas y en ocasiones su relación con el punk, mientras que otros las han apoyado porque, en su opinión, parecen producir cambios más rápidos. Otro foco problemático ha sido la postura provida de algunos de los activistas más religiosamente comprometidos que, en el caso del hardcore punk, fueron influidos por la creencia de la santidad de la vida del Hare Krishna y el hardline.

## Anarcopunk

### Trasfondo
La asociación del anarcopunk con los derechos de los animales y el ambientalismo se remonta a los años 1980 en el Reino Unido. Esta relación (y subgénero) surge en el marco de una ruptura política, con un gobierno conservativo que desató una guerra contra Argentina (1982) y finalmente desplegaría misiles nucleares en el país. El anarcopunk intentó recuperar el objetivo original del punk rock de un cambio subversivo en el mundo, contrastando la "decepción, autodestrucción y corrupción comercial" que permeó a su primera generación de bandas claves, y en su lugar ateniéndose a una dedicada ética de "hazlo tú mismo" (HUM) y anarquismo político. Las bandas anarcopunk, que en un comienzo eran ampliamente pacifistas, llamaron a vivir conscientemente y a comprometerse al activismo; algunas como Discharge y Crass enfatizaron sus posiciones en oposición a la guerra, mientras que otras se enfocaron en los derechos de los animales, especialmente Flux of Pink Indians y Conflict.
La periodista Nora Kusche afirma que el anarcopunk fue el primer género musical en hacer de la liberación animal una de sus principales características. Algunos punks, más notablemente Joe Strummer de The Clash, ya eran vegetarianos antes del establecimiento de este movimiento.
El investigador Aragorn Eloff nota que a través de la historia del anarquismo ha habido algunas corrientes e individuos que criticaron al especismo y adoptaron dietas a base de plantas, pero ninguna lo había hecho con tal militancia como el anarcopunk en los 1980. En la tradición política del Reino Unido, esto fue incluso más marcado.

### Características
En las escenas HUM (Hágalo usted mismo) anarquistas, una de las demostraciones más notables del estilo de vida punk es una dieta vegetariana o vegana. La filosofía anarquista del punk, que favoreció a la acción en lugar de una organización política formal, fue expresada en punks movilizándose como saboteadores de la caza (cuyo tamaño fue "abultado" por ellos), recaudando fondos para agrupaciones activistas y circulando propaganda antiviviseccionista. Imágenes de experimentación con animales fueron comúnmente exhibidas en portadas de álbumes, pegatinas, parches y botones. Una contracultura de liberación animal ya bien establecida inspiró algunas de estas estrategias, como repartir folletos en conciertos. Kusche destaca que la caza fue tradicionalmente vinculada a la aristocracia británica, quienes entonces fueron interrumpidos por los "andrajosos [y] antisociales" punks.
Durante este periodo también hubo una proliferación de zines punks que discutían los derechos de los animales y prácticas de consumo ecológicas. Los académicos Russ Bestley y Rebecca Binns argumentan que el temprano establecimiento de la liberación animal en el anarcopunk condujo a una especie de "diálogo mutuo" entre bandas y participantes en vez de una imposición ideológica "desde arriba hacia abajo", lo que ocurrió con desarrollos más tardíos.
Muchos anarquistas británicos tradicionales difirieron en varios puntos con el anarcopunk, considerando su interés en el Frente de Liberación Animal (F.L.A.), la contracultura del punk underground y otras preocupaciones como "en el mejor de los casos, secundarias y, en el peor, irrelevantes". De la misma manera, los punks encontraron muchos de los debates intelectuales sobre política anarquista e, inicialmente, la violencia apoyada por revolucionarios tradicionalistas igualmente alienante. Aunque la separación no fue insalvable, las tensiones permanecieron irresolutas.

### Establecimiento

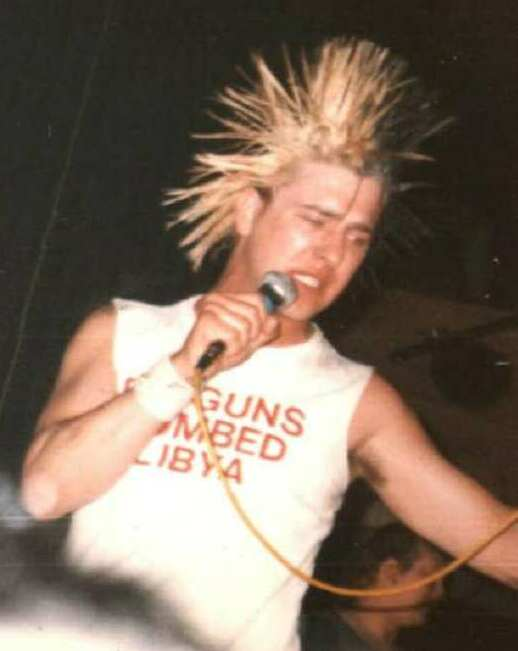
Colin Jerwood de Conflict en 1986

Un antecedente de esta asociación es la canción "Time Out" de 1979 de la banda Crass, iniciadora de esta corriente, en la cual comparan a las carnes humana y animal. La banda Flux of Pink Indians fue pionera en esta tendencia con su EP Neu Smell, de 1981. Durante su carrera, Flux entregó miles de folletos sobre vivisección y otros temas en sus conciertos. En los siguientes años, numerosas bandas anarcopunk crearon canciones promoviendo los derechos de los animales y en ocasiones lo hicieron un tema principal, abarcando el vegetarianismo, la antivivisección y la oposición a la caza. A menudo también incluían información e imágenes de crueldad animal en sus álbumes. Los más importantes en abogar por el vegetarianismo y los derechos de los animales fueron el grupo Conflict, quienes se alinearon al Frente de Liberación Animal (F.L.A.). Esta banda hizo un "llamado a las armas" contra distintas instituciones, incluyendo los mataderos, y proyectaban videos de estos mientras tocaban. El título de su canción de 1983 "Meat Means Murder" ("Carne significa asesinato", en español) se volvió un eslogan que rápidamente se extendió en la escena punk; artículos sobre el tema aparecieron en fanzines, incluso en algunas estadounidenses (Flipside y Maximumrocknroll) y australianas. El siguiente EP de Conflict, To a Nation of Animal Lovers (1983), contó con Steve Ignorant de Crass como covocalista e incluyó ensayos ilustrados de vivisección sumado a direcciones de científicos, productores de alimento y peleterías.
Bandas iniciadoras del anarco-punk como Amebix, Antisect, Dirt, Exit-Stance, Liberty, Lost Cherrees, Poison Girls, Rudimentary Peni, y Subhumans escribieron canciones abordando los derechos de los animales, así como lo hicieron bandas no políticas como The Business. Otras obras destacadas dedicadas a la causa fueron los compilatorios de bandas The Animals Packet (1983), organizado por Chumbawamba, y This is the A.L.F. (1989), organizado por Conflict y que fue descrito en una crítica retrospectiva como "una de las compilaciones del anarcopunk más cruciales de los 1980 (y más allá)". Bandas políticas estadounidenses de principios de los años 1980 como las californianas MDC y Crucifix, ambas influidas por Crass, también promovieron el vegetarianismo.

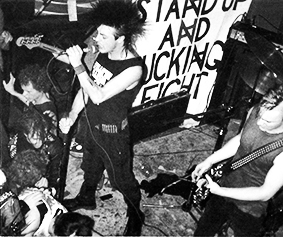
Icons of Filth en 1982

El sociólogo Peter Webb atribuyó el crecimiento de cafeterías vegetarianas y veganas, proveedores de comida orgánica y reclutamiento del F.L.A. y Hunt Saboteurs Association en Brístol a través de la primera mitad de los años 1980 a su escena anarcopunk. Varios miembros de bandas políticas y anarquistas realizaron acción directa, por ejemplo un miembro de Polemic Attack, de Surrey, fue encarcelado por invadir un laboratorio animal, al igual que dos miembros de Anti-System, de Bradford, por destruir carnicerías e ingresar a un matadero y liberar a su ganado, mientras que los miembros de Wartoys (Mánchester), Virus (Dorset), Polemic Attack, Disorder (Brístol) e Icons of Filth (Gales) todos reportaron haber sido saboteadores de la caza, los últimos de los cuales también hicieron canciones contra la industria cárnica y cuyo vocalista, Stig Sewell, apoyó fielmente el F.L.A.
A mediados y finales de los 1980, el estilo escueto y áspero del anarcopunk se mezcló con diferentes subgéneros del heavy metal y dio origen al crust punk, y grindcore, los cuales compartieron su hincapié en cuestiones políticas y animalistas. Bandas tempranas del grindcore como Napalm Death, Agathocles y Carcass hicieron de los derechos de los animales uno de sus focos líricos. Algunas de las primeras bandas de crust punk como Nausea, Electro Hippies y Extreme Noise Terror también abogaron por estilos de vida vegetarianos.
En España, la banda anarquista de ska punk Ska-P, formada en 1994, ha escrito varias canciones criticando al abuso animal y han apoyado a organizaciones por los derechos de los animales.
En 2018, Gerfried Ambrosch de la Universidad de Graz llamó a los anarcopunks canadienses de Propagandhi "la banda contemporánea de punk vegana más renombrada".

### Impacto
Algunos autores acreditan a la escena anarcopunk originada en Crass con introducir diversos conceptos y prácticas contraculturales por primera vez en la cultura popular, incluyendo a las relacionadas con los derechos de los animales. Eloff afirmó que el súbito crecimiento de teoría y práctica de liberación animal dentro del anarquismo desde la década de 1980, el cual también dio fruto a filosofías como el veganarquismo, fue más probablemente causado por su subcultura punk. De acuerdo al autor John King, la posición animalista del anarcopunk se extendió a todas las áreas del punk, especialmente en las escenas gutter punks, hardcore, straight edge y folk-punk. A pesar de esto, el escritor y músico  Andy Martin de la influyente banda The Apostles no fue tan entusiasta, afirmando en 2014 que "Dave Morris y Helen Steel, por ejemplo, han logrado más por la campaña en contra de McDonald's que cualquier banda punk que ha existido. Esto no es para reprender excesivamente a las bandas de punk, pero deben ser consideradas en la perspectiva correcta..."
Muchos activistas por los derechos de los animales como Rod Coronado, Craig Rosebraugh, Isa Chandra Moskowitz y David J. Wolfson fueron inicialmente inspirados por bandas anarcopunk.

## Straight edgeyhardcore punk

### Características

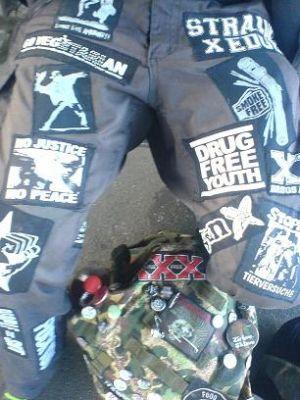
Pantalón de parches straight edge y de los derechos de los animales en inglés y alemán

Más allá de los principios fundamentales del straight edge (abstención total de alcohol, tabaco y cualquier droga recreativa), sus participantes pueden elegir sus estilos de vida libremente, pero una investigación de Ross Haenfler de la Universidad de Misisipi reveló algunos valores subyacentes a través del movimiento: vida saludable, mejorar la vida propia y la de otros, compromiso con el straight edge, abstención de sexo casual y participación en causas progresistas. En esto último, dos de las más adoptadas son la liberación animal y estilos de vida vegetarianos, lo que muchos ven como una extensión lógica de vivir una vida positiva y no explotadora, e igualan el daño e inmoralidad de las drogas con el de los productos de origen animal. Muchos activistas straight edge acreditan su empatía al sufrimiento animal y sus acciones para detenerlo al permanente estado de conciencia que les otorgan sus estilos de vida sobrios.
El straight edge, como la mayoría de las subculturas, no es inherentemente político, pero sus participantes buscan "remoralizar" la cultura dominante a través de sus actos individuales de resistencia. No obstante, frecuentemente sirve como un vínculo para una mayor participación política, especialmente en justicia social y causas progresistas. El académico Simon J. Bronner observa la falta de homogeneidad política en la ideología, notando que ha habido bandas straight edge radicales, religiosas, anarquistas y conservativas las que a veces, tensamente, han coexistido en escenas locales. Por ejemplo, tanto Earth Crisis como Vegan Reich y Chokehold defienden el veganismo y la sobriedad, pero están en desacuerdo en otros temas. El sociólogo William Tsitsos señaló que algunas de las bandas straight edge estadounidenses más influyentes que adherían a los derechos de los animales se centraron solo en la moralidad del individuo, incluso al referirse a corporaciones, mientras que algunas de sus contrapartes europeas vieron a estos estilos de vida como parte de una confrontación de izquierda más grande contra el capitalismo. Tsitsos argumenta que, en gran medida, esto fue el resultado de las políticias neoliberales y del bienestar que respectivamente dominaron a estos territorios.
La corriente más controvertida que apoyó a los derechos de los animales fue el hardline, una ideología biocéntrica militante que combina el veganismo, políticas revolucionarias y una visión abrahámica del  orden natural, por lo tanto abjurando la homosexualidad y el aborto. Hardline fue ampliamente marginado y permaneció como un fenómeno marginal. La creencia de la santidad de la vida introducida por el hardline y el movimiento Hare Krishna no solo abarca a los animales, sino que también a los humanos no nacidos, lo cual influenció la postura antiaborto de muchos de los activistas animalistas más religiosamente comprometidos y creó una ruptura con aquellos que la apoyaban.

### Influencias y primeros contactos
A mediados y finales de la década de 1980, la música hardcore punk estadounidense y en particular su subcultura straight edge comenzaron a involucrarse en los derechos de los animales y el ambientalismo. El periodista Brian Peterson atribuye diversas influencias en esta relación: la banda de post-hardcore Beefeater, el álbum Meat Is Murder (1985) de la banda británica de post-punk The Smiths, la tradición Hare Krishna y el rapero vegetariano KRS-One. Por otro lado, Pike señala dos grandes orígenes para los activistas que en algún momento surgirían de la escena: la política, que comenzó con la llegada del Frente de Liberación Animal desde Inglaterra, y la religiosa, influida por el movimiento Hare Krishna. Pioneras en esta tendencia fueron las canciones de 1986 "Do Unto Others", de Cro-Mags, banda con miembros Hare Krishna, y "Free At Last", de Youth of Today, straight edges, ambas criticando a los mataderos en un verso.

### Establecimiento
Después de los primeros contactos, obras como Diet for a New America (1987) de John Robbins y Liberación animal (1975) de Peter Singer comenzaron a circular cada vez más entre los miembros de la escena, influyendo a bandas y zines. Youth of Today, el grupo straight edge más popular de la época y que popularizó la subcultura youth crew, incluyó la canción provegetariana "No More" y una recomendación de literatura vegetariana en su álbum de 1988 We're Not In This Alone. Varias bandas straight edge siguieron esta dirección, como Insted y Gorilla Biscuits. A principios de los años 1990, se desarrolló la vertiente krishnacore a través del straight edge, la cual tiene entre sus principios al vegetarianismo, centrada en las bandas Shelter (formada por dos exmiembros de Youth of Today) y 108. El sociólogo Ross Haenfler calcula que en esta época al menos tres de cada cuatro straigth edges en Denver, Colorado, eran vegetarianos o veganos. No obstante, no pasó mucho tiempo antes de que los nuevos entusiastas vegetarianos recibieran una dura reacción de punks que consideraban estas cuestiones como privadas.
Simultáneamente, a finales de los años 1980, el subgénero del hardcore powerviolence se estableció en California, contando con letras políticas y militantes que también abordaban la liberación animal. Una de sus bandas más notables es Dropdead, de Rhode Island, quienes tomaron influencias del anarcopunk y una fuerte posición animalista.

### Propagación y militancia

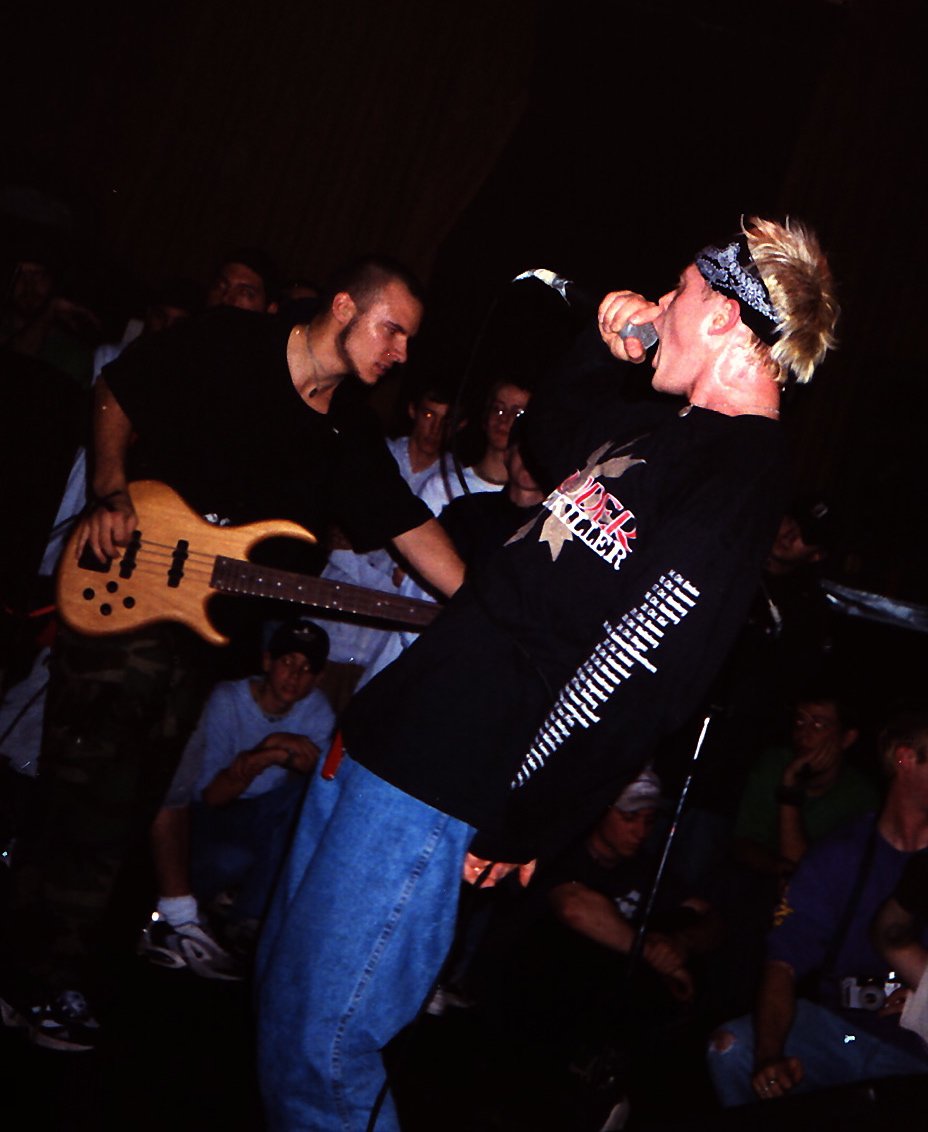
Earth Crisis en 1996

En 1990, la banda californiana Vegan Reich, formada en la comunidad anarcopunk, publicó su EP del mismo nombre junto a un manifiesto que comenzaría el hardline, una ideología biocéntrica, militante, vegana, antidroga y sexualmente conservativa. El vocalista de Vegan Reich, Sean Muttaqi, afirmó que comenzó su banda para "difundir un mensaje militante de liberación animal", pero terminó desilusionado con los hardlines ya que estaban "todos consumidos en detalles minúsculos o mierda interna" hacia el final de su banda en 1993. La corriente hardline fue pequeña, tuvo pocos actos asociados (incluyendo a Raid y Statement), y sus principios sobre sexualidad y aborto los marginaron extensamente, pero sus posiciones sobre los derechos de los animales fueron innovadoras y ayudaron a impulsar el veganismo, la acción directa y la concientización sobre la liberación animal en el hardcore punk. Vegan Reich también infundió un sonido más metálico en el straight edge.
Los debates originados por las nuevas tendencias morales en el hardcore punk impulsaron a que los derechos de los animales se volvieran hegemónicos en la década de 1990. Agrupaciones animalistas como Personas por el Trato Ético de los Animales (PETA) comenzaron a armar puestos en conciertos hardcore, repartiendo literatura gratis. Estas organizaciones pagaron por anuncios en zines, algunas de las cuales dedicaron toda su editorial a discutir estas causas. En consecuencia, la asociación entre el straight edge y el vegetarianismo o veganismo se impregnó en toda la subcultura y dio origen a una ramificación predominantemente militante centrada en el veganismo: el vegan straight edge. Una de sus bandas pioneras fue Chokehold, de Ontario, Canadá, pero la ideología fue ampliamente popularizada y radicalizada por Earth Crisis, de Syracuse, Nueva York, cuyas letras de su álbum debut Destroy the Machines, de 1995, "se leen como ensayos de acción directa del Earth First!, el Frente de Liberación Animal y el Frente de Liberación de la Tierra". Otras bandas estadounidenses vegan straight edge notables durante los años 1990 fueron Birthright (Indiana), Culture (Florida), Day of Suffering (Carolina del Norte), Green Rage (Nueva York), Morning Again (Florida) y Warcry (Indiana). En gran medida, su estilo fue una mezcla de hardcore punk y metal extremo conocido como metalcore. La compañía discográfica vegan straight edge Catalyst Records fue fundada en Indiana también a principios de los años 1990.

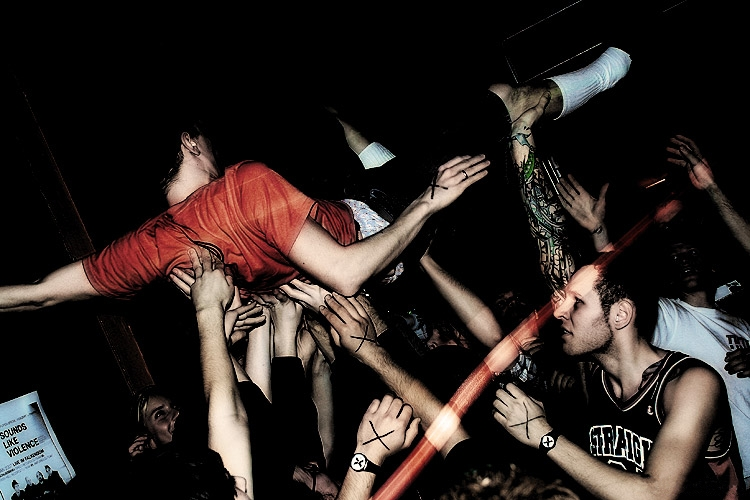
Concierto de la banda vegan straight edge italiana To Kill en 2006

El vegan straight edge pronto influyó a bandas de muchos países, incluyendo Suecia (Refused y Abhinanda), Portugal (New Winds) y Brasil (Point of No Return). En Bélgica, bandas straight edge como ManLiftingBanner también abogaron por dietas vegetarianas, y el festival de música vegano Ieperfest fue fundado en ese país en 1993, el cual también influiría en la creación del festival vegano checo Fluff Fest en 2000. En Umeå, la ciudad sueca de Refused y Abhinanda, la cantidad de vegetarianos de 15 años aumentó a un 16% en 1996.
Desde mediados de 1990, la escena hardcore de São Paulo, Brasil, ha estado altamente organizada, politizada e involucrada en los derechos de los animales por una agrupación que incorporaba el straigth edge, el anarquismo y la tradición Hare Krishna. Una de sus ramificaciones fundó el festival libre de carne y drogas Verdurada en 1996, en el que se sirve una cena vegana al final para los asistentes. De igual forma, una porción de la escena hardcore en Israel entrelazó el straight edge, la liberación animal y el anarquismo en este periodo.
Inspirados por estos desarrollos, algunos jóvenes se unieron a agrupaciones radicales por la liberación animal y el ecologismo, como el Frente de Liberación Animal, Animal Defense League (A.D.L.), Sea Shepherd Conservation Society y Earth First! Un incremento del activismo del Frente de Liberación Animal en Norteamérica corresponde con el surgimiento de influyentes bandas vegan straight edge y hardline en los años 1990. La mayoría de los activistas por los derechos de los animales encarcelados a finales de los años 1990 y principios de los 2000 estaban involucrados en el hardcore punk. A pesar de la preponderancia de esta asociación, algunas personas en la escena consideraron que la militancia fue llevada al extremo y a menudo respondieron reaccionariamente. Los métodos de acción directa fueron especialmente debatidos por la agresividad y en ocasiones delincuencia que acarreaban.
A finales de los años 1990, varias bandas vegan straight edge se separaron y pronto la ideología dejó de ser el tema principal en la subcultura hardcore de Estados Unidos, pero su impacto en la escena ha perdurado y se ha vuelto "casi inextricablemente enlazado" a ella.

### Impacto
El periodista Will Potter afirma que esta subcultura fue "incluso más influyente" para los activistas que su antecesora británica, con ambas habiendo "tenido un impacto formativo y duradero" en los movimientos animalistas y ecologistas radicales. Peterson escribió que el impacto de los derechos de los animales en el hardcore no se siente solo en la escena, sino que también en la consciencia colectiva y en muchos activistas que se formaron en ella. Dylan Clark, de la Universidad de Toronto, dijo que la defensa del veganismo del straight edge lo introdujo finalmente en todo el espectro del punk. Muchos activistas, como Peter Daniel Young, varios miembros de Stop Huntingdon Animal Cruelty 7 (SHAC 7) y Walter Bond fueron inicialmente inspirados por bandas straight edge.

## Corriente principal y otras manifestaciones
En Alemania, la fanzine punk Ox-Fanzine fue fundada en 1989 y comenzó a publicar libros de cocina veganos. En años posteriores, hubo una afluencia de libros de cocina con temática punk publicados por grandes editoriales, como How It All Vegan (1999), de Sarah Kramer y Tanya Barnard, y Vegan with a Vengeance (2005), de Isa Chandra Moskowitz. Varios punks han establecido restaurantes vegetarianos a través de los Estados Unidos tras notar la falta de establecimientos para ellos. Compañías cosméticas y de ropa también comenzaron a servirle a su nuevo nicho de mercado punk-vegano, incluyendo líneas de Manic Panic (compañía fundada por exmiembros de Blondie) y Kat Von D.
Desde el 2001, Vans Warped Tour ha estado afiliado a PETA, incluyendo vendedores de alimentos que distribuyen información sobre los derechos de los animales. Otros grandes festivales de punk como Rebellion en 2011 hicieron su comida entre bastidores completamente vegetariana.
La banda estadounidense de ska-punk Goldfinger, formada en 1994, comenzó como un proyecto "divertido" pero desde su cuarto álbum, Open Your Eyes (2002), su vocalista y actualmente prolífico productor John Feldmann se convirtió en un miembro de PETA y puso a los derechos de los animales al frente de su música.
En España y algunos países latinoamericanos, varias bandas de punk han escrito canciones contra las corridas de toros.

## Lectura adicional
- Hein, Fabien; Blake, Dom (16 de noviembre de 2016). Écopunk. Les punks, de la cause animale à l’écologie radicale [Ecopunk: los punks, desde la causa animalista hasta el ecologismo radical] (en francés). Neuvy-en-Champagne, Francia: Le Passager clandestin. ISBN 9782369350361.

- Datos: Q61941020